# Sociologia della cultura
La sociologia della cultura riguarda l'analisi sistematica della cultura, generalmente intesa come l'insieme di codici e delle pratiche simboliche utilizzate dai membri di una società; quando ci si sofferma sulla dinamica di sistema, la si designa come sociologia dei processi culturali. Si tratta, in ogni caso, di un particolare sviluppo della sociologia che studia la dimensione della cultura nei fenomeni sociali: si applica quindi alla questione di quanto la cultura influisca, tangibilmente, sui fatti sociali, che sono i principali elementi di studio della sociologia. 

## Definizioni
Georg Simmel definisce, ad esempio, la cultura come "la coltivazione degli individui attraverso il ricorso a forme esterne oggettivate nel corso della storia". Nel campo sociologico, la cultura viene analizzata come complesso di modi di pensare e descrivere le relazioni sociali, oltre che di utilizzare gli oggetti materiali che definiscono un dato modo di vita condiviso.

## Tipologia
Grazie ai contributi della elaborazione accademica statunitense, francese e tedesca, si è riusciti a soffermarsi sull'integrazione dell'individuo in una nuova dimensione sociale, di cui potrebbe essere un esempio il passaggio da un piccolo villaggio ad una comunità molto più grande. 
Possedere un'identità culturale permette dunque di investire le proprie risorse nelle interazioni con gli altri e garantire un'autonomia individuale.
Tra le tematiche approfondite dalla disciplina si segnalano: il linguaggio, il rito, le rappresentazioni sociali, i discorsi, l'identità, la costruzione del genere e dell'alterità. 
Tra gli approcci privilegiati vi sono la sociologia fenomenologica, l'interazionismo simbolico, etnometodologia, la dimensione rituale della vita quotidiana, il costruzionismo sociale.

## Elaborazione
Prendendo l'avvio dalla sociologia classica, anche la sociologia dei processi culturali parte dai classici: Marx, Durkheim, Weber, Simmel, Scuola di Chicago e Parsons.
Gli autori che potrebbero essere presi a paradigma della disciplina sono Thorstein Veblen ( "Teoria della classe agiata"), Talcott Parsons, alcuni esponenti della cosiddetta "Scuola di Francoforte" e altri italiani, quali studiosi in vari campi, ed in particolare nella disciplina universitaria "Storia delle dottrine politiche" ed affini.
Il campo di studio ha diverse correlate a livello filosofico, psicologico e nel ramo della letteratura che prendono spunto dai concetti di "classe sociale", "proprietà privata" e "borghesia"; Jean Jacques Rousseau ha ispirato gran parte degli studi e degli scritti successivi, teorizzando soprattutto ne "il contratto sociale" le sue opinioni in merito.
Molte delle illazioni non-empiriche raccolgono gran parte di questi contributi per formulare una serie di assunti nella quale spiccano le interrelazioni reciproche fra alcuni aspetti del simbolismo nella modernità e i comportamenti che - da essi derivanti - tendono ad accentuare le differenze nello "status" socioeconomico di soggetti appartenenti a classi sociali differenti.

## Didattica
A livello universitario, questa disciplina viene insegnata e prende il nome di Sociologia dei processi culturali e comunicativi.